# Motosacoche
Motosacoche est un fabricant suisse de motos et génératrice 12 V / 24 V fondé en 1899 par Henri et Armand Dufaux, à Genève. L'entreprise fabrique des motos jusqu'en 1956 puis se concentre sur les moteurs stationnaires et industriels. Elle emploie jusqu'à 1 200 personnes, au plus fort de la production, à la fin des années 1920. 
En 1984, Motosacoche est absorbée par Jean Gallay. Son siège, situé aux Acacias à Carouge, a été rasé. À la place s'élève désormais la Banque Pictet.

## Histoire
Henri Dufaux et Armand Dufaux sont deux frères passionnés par la mécanique et les véhicules motorisés, petits-fils de Henri Rochefort.
L’aîné, Henri, est diplômé de l’école des beaux-arts de Genève. Il devient, comme son père, artiste peintre. Le cadet, Armand, est un génie de la mécanique. Il fait ses classes à l’école Latour, rue Pécolat à Genève, puis au collège et étudie ensuite la mécanique. 
En 1899, alors qu’ils n’ont que 19 et 15 ans, ils conçoivent, dans la maison familiale de la rue de Lausanne à Genève un moteur à 4 temps de 215 cm3 et 0,25 ch adaptable sur n’importe quel vélo. Ce groupe propulseur amovible se montait avec son réservoir, sa batterie d’accumulateurs et ses commandes dans un cadre en tubes d’acier, ce qui permettait d’atténuer les vibrations. L'ensemble pouvait être recouvert par deux flasques en tôle et le tout se fixait sur le cadre de n’importe quel vélo au moyen de brides, d’où le nom Motosacoche. Les deux-roues pouvaient ainsi atteindre la vitesse de 21 km/h.

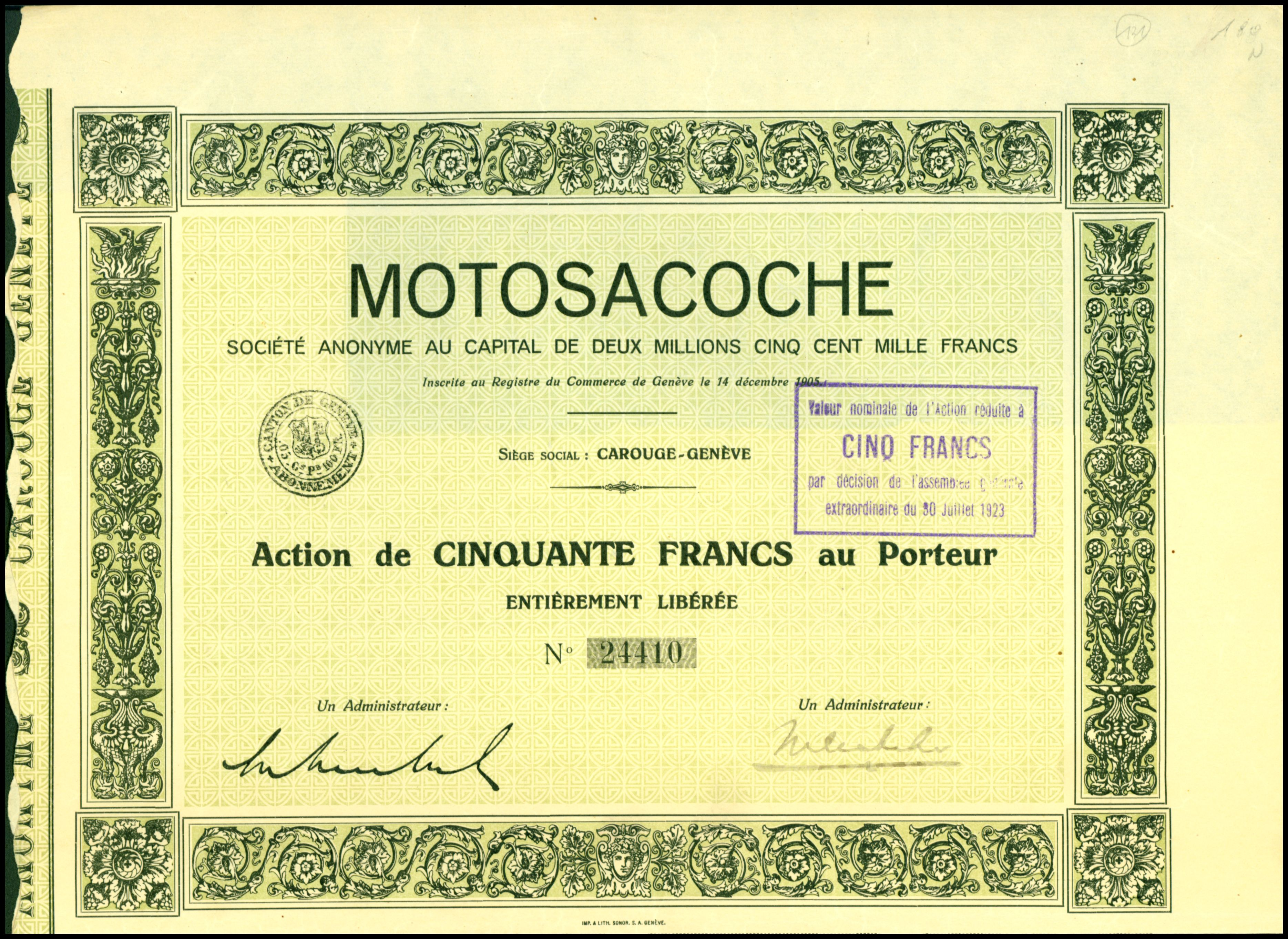
Action de Motosacoche SA, émise en 1905.

Le 13 octobre 1901, les cousins des frères Dufaux, Charles et Frédéric Dufaux, remportent la course entre Trélex et Saint-Cergue. Victoire en 21' 20", et une vitesse moyenne de plus de 27 km/h, un exploit pour l’époque.
En 1903, Armand Dufaux et François Cuillery remportent les 1 000 km de Paris organisés par le Motocycle Club de France. 
Le 25 juin 1904, les frères Dufaux s’illustrent en gravissant la route non goudronnée du Salève, mont qui surplombe Genève, avec deux bicyclettes équipées de leur fameux moteur. Un exploit abondamment relayé par la presse qui va faire exploser les commandes. L'entreprise emploie quelque 300 personnes en 1905. 
Les deux génies sont progressivement écartés de Motosacoche et, en 1909, la société H & A Dufaux et Cie est liquidée. L'entreprise est désormais dirigée par des investisseurs.
Henri et Armand Dufaux réinvestissent l'argent généré par La Motosacoche dans l'aviation. Le 28 août 1910, Armand Dufaux traverse le Léman entre Noville et la Gabiule à bord d'un avion Dufaux-4 conçu avec son frère. Il empoche le prix Perrot-Duval doté de la somme de 5 000 CHF.  
En 1910, Royal Enfield utilisa des moteurs Motosacoche de 344 cm³ et 2,75 ch dans un modèle bicylindre en V à succès. La marque a également fourni des moteurs à Triumph, Ariel, Matchless et Brough Superior, d'abord par l'intermédiaire de H & A Dufaux England Ltd, puis, en 1912, de Motosacoche Ltd (GB), avec Osborne Louis De Lissa. Motosacoche possédait des usines en Suisse, en France et en Italie, et fournissait des moteurs MAG (pour Motosacoche Acacias Genève) à des constructeurs continentaux tels que Clément, Condor, Imperia, Neander et Monet-Goyon.
Bert le Vack (en) rejoint Motosacoche en 1930. Il avait participé au Tourist Trophy de l'île de Man en 1914 et en était devenu le pilote d'usine, le concepteur en chef et le préparateur. Le Vack a été tué dans un accident dans les Alpes suisses le 17 septembre 1931, alors qu'il essayait la Motosacoche A 50 près de Berne. Il devait offrir la moto à un officier de l'armée suisse.
Dans les années 1930, Motosacoche fut éclipsée par la Norton Motorcycle Company et connut le déclin. Après la Seconde Guerre mondiale, une moto sv 200 cm³ inhabituelle, conçue par Dougal Marchant (en), fut présentée en 1947, mais ne fut pas produite. En 1953, des motos allemandes UT conçues par Richard Kuchen furent commercialisées sous le nom de Motosacoche, mais cette commercialisation fut un échec.
La production de motos va s'arrêter en 1956, après l'échec commercial de la Motosacoche à moteur Opti. L'entreprise se focalise alors sur la production de moteurs stationnaires et industriels MAG, puis se diversifie en 1980 dans la plasturgie. Le département MAG-Plastic produit des machines de soufflage pour emballages en PET, avant d'être rachetée en 1985 par un de ses partenaires historiques, Jean Gallay à Genève. Celui-ci arrête en 1992 la production de moteurs.

## Sport motocycliste

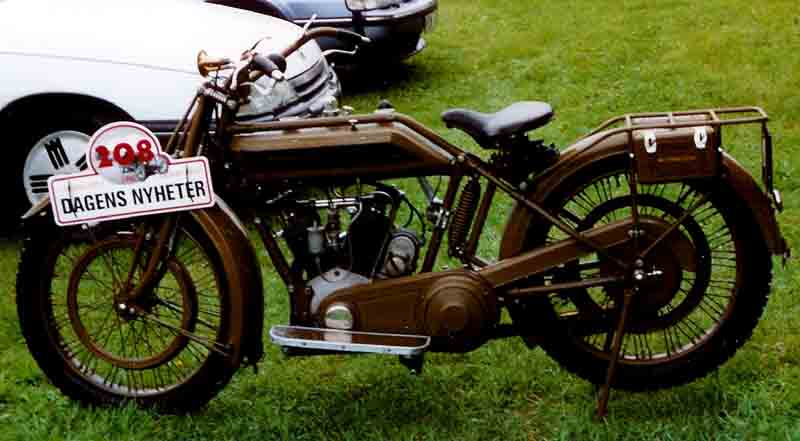
Motosacoche 2 C 10 Sport 500 cm3 1925.

Motosacoche est un des pionniers du sport motocycliste en organisant et en participant à de nombreuses compétitions : La Donzelle, La Nyon - Saint-Cergue, le circuit de l'Eure, le Grand Prix des Motocyclettes de France de 1913, les Six Jours Internationaux, le Paris-Nice, le Bol d'or, Le Grand Prix moto de Suisse, le Grand Prix d'Europe de 1928 à Genève, etc. 
Lorsque le Bol d'or, une épreuve de 24 heures, a été organisé pour la première fois dans la banlieue parisienne en 1922, le pilote vainqueur a parcouru plus de 1 210 kilomètres sur une Motosacoche de 500 cm3.
En 1928, Motosacoche se fait un nom dans les Grand Prix moto, avec la moto de course 350 M 35 OHC, construite par l'Anglais Dougal Marchant et pilotée par Wal Handley qui dércroche deux titres de champion d'Europe, 350 et 500 cm3.
Ses champions, Charles Lavanchy, Tony Zind, Francisco Attilio Franconi, Édouard Gex, Augusto Rossi, Paul Torelli (Oilter), Wal Handley, Bert le Vack, Robert Ischi et bien d'autres, établissent plusieurs records du monde et remportent 42 Grands Prix dans toute l'Europe.

## Renaissance

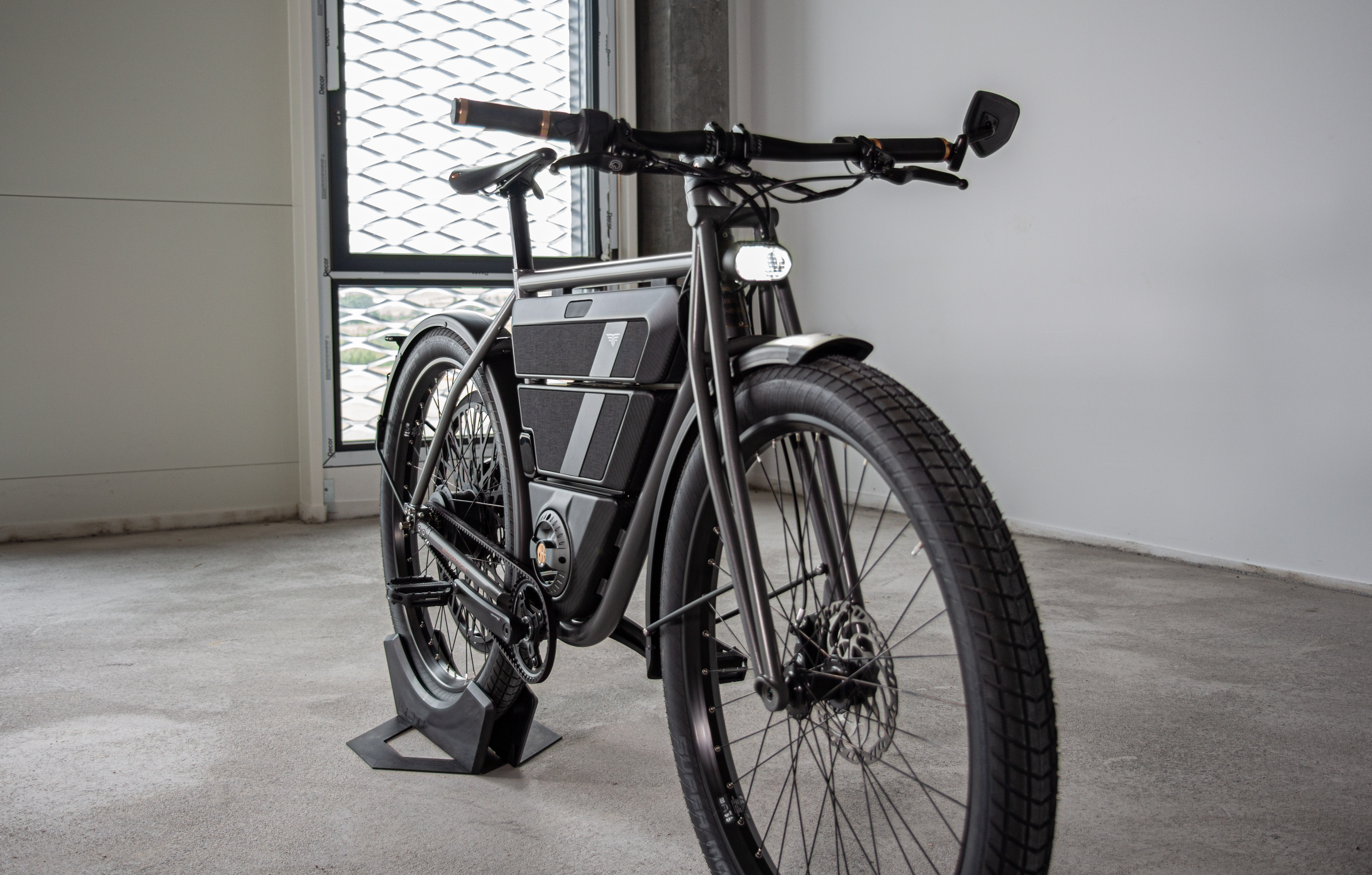
Vue 3/4 avant de la nouvelle Motosacoche Type-A électrique

Fondée en 2020 par l'entrepreneur suisse Paul Merz, Motosacoche SA, entreprise suisse basée à Genève, détient les droits de la marque et la relance en se concentrant sur la mobilité électrique.
En 2021, Motosacoche SA dévoile son premier prototype, un vélo électrique,,. La même année, l'histoire officielle de la marque : « Motosacoche, la légendaire moto suisse », écrite par Sandra Ansanay-Alex, a été publiée dans une édition limitée à 1 000 exemplaires.
Après avoir achevé le processus d'homologation de l'Union européenne, Motosacoche SA a commencé la production commerciale, livrant son modèle Type-A à ses clients en décembre 2024. Cette étape marque le retour de la marque à la fabrication en série après des décennies d'inactivité.  

## Galerie

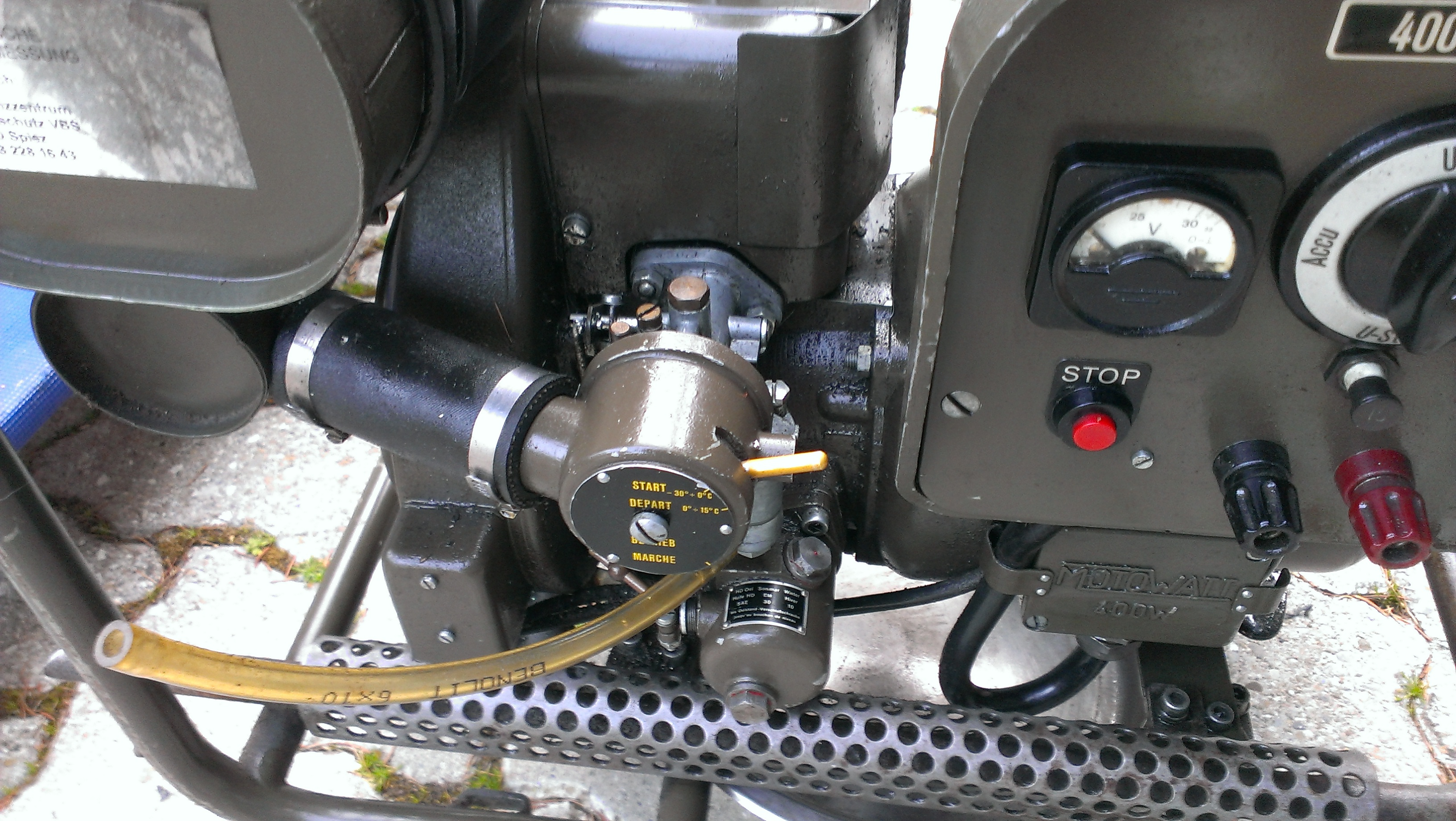
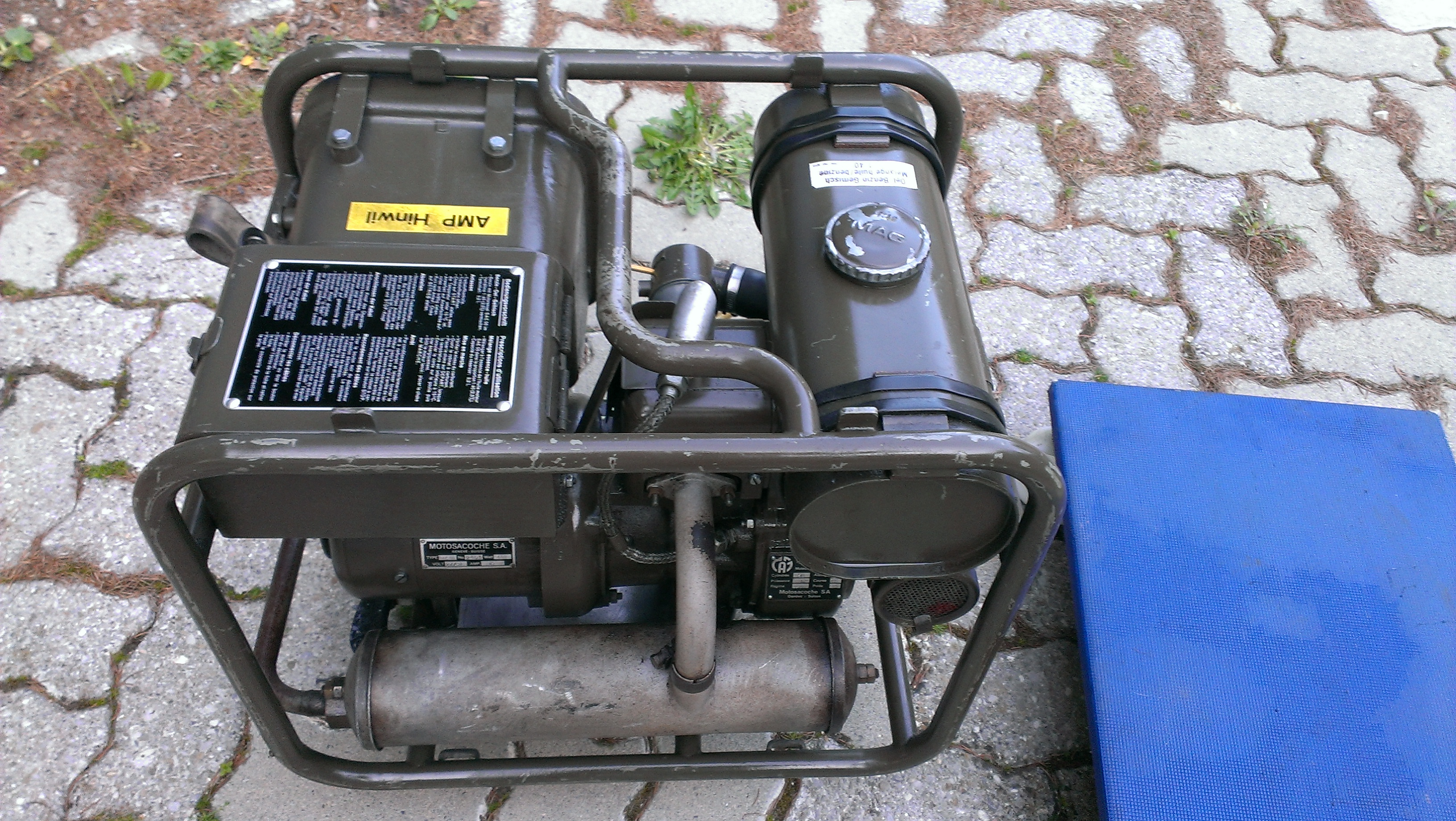
Génératrice de l'Armée suisse.
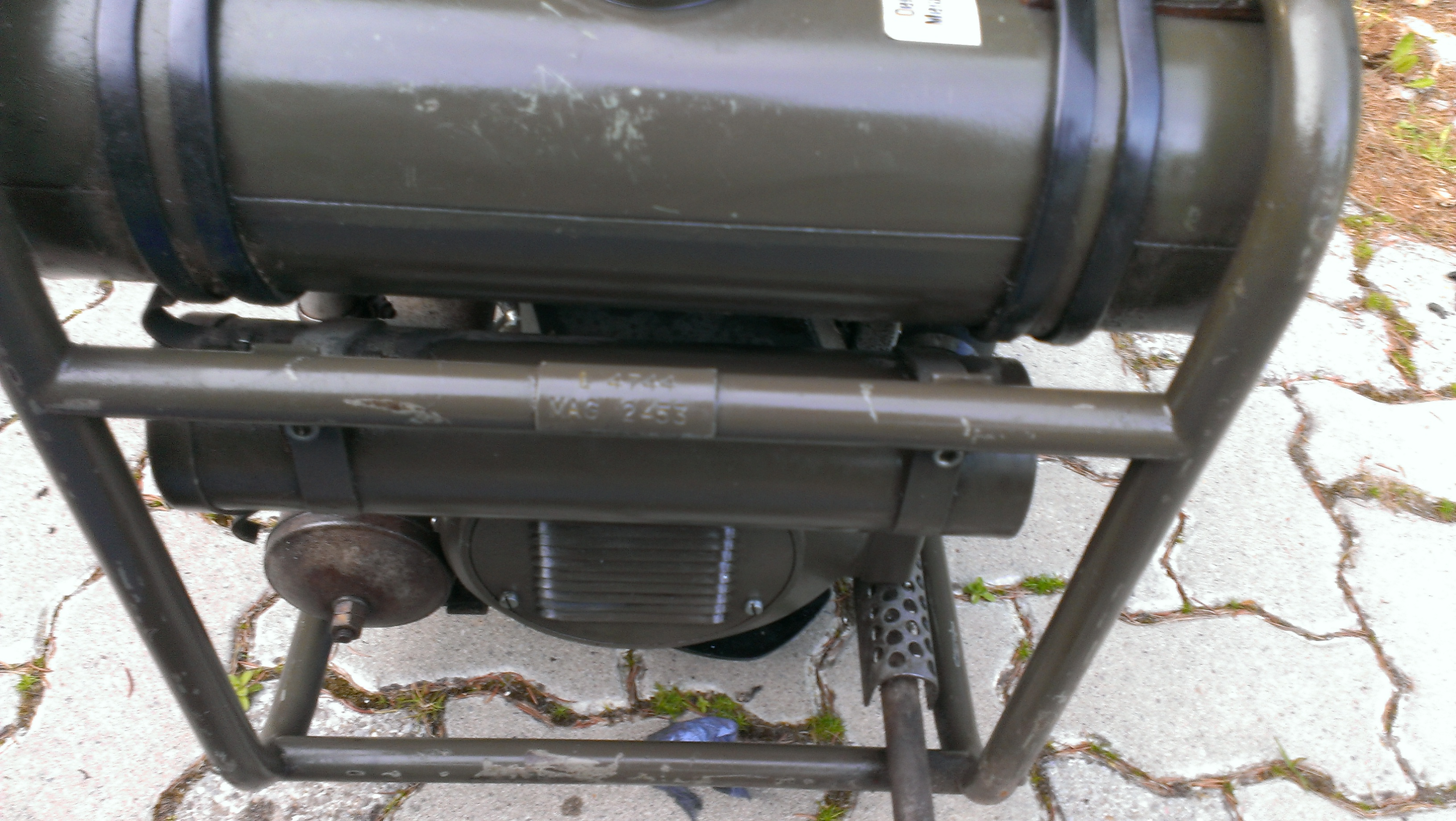
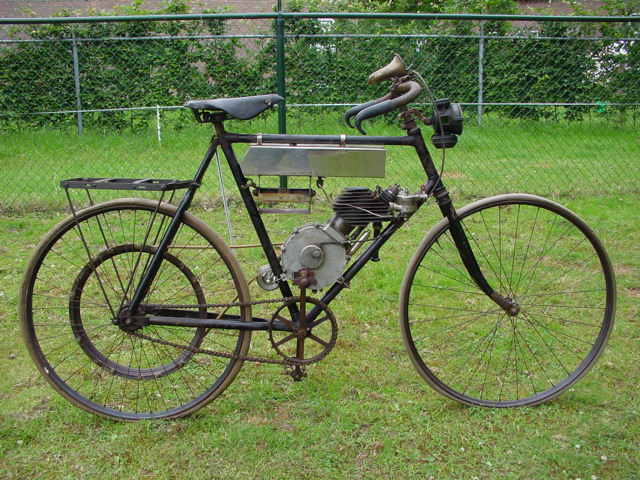
Deze 200 cm3 Motosacoche de 1902.
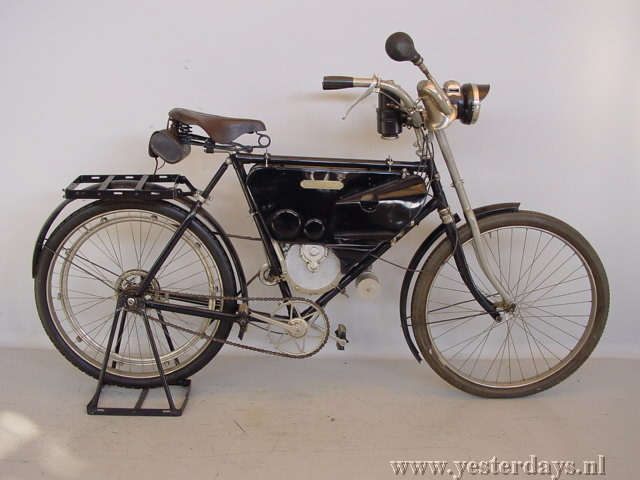
Motosacoche Model MT (225 cm3) de 1905.
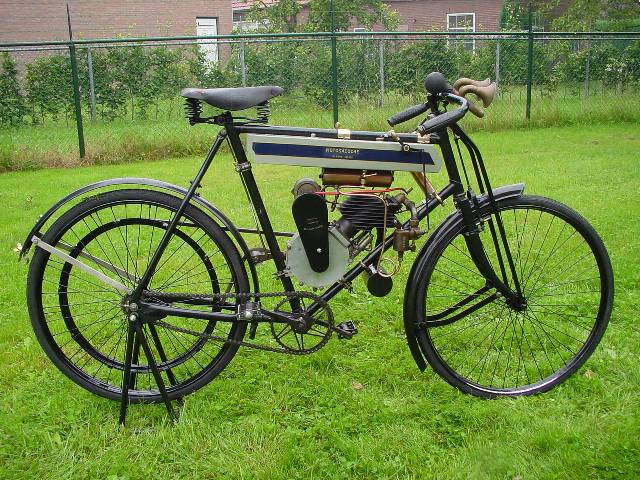
Motosacoche 225 cm3 de 1908.
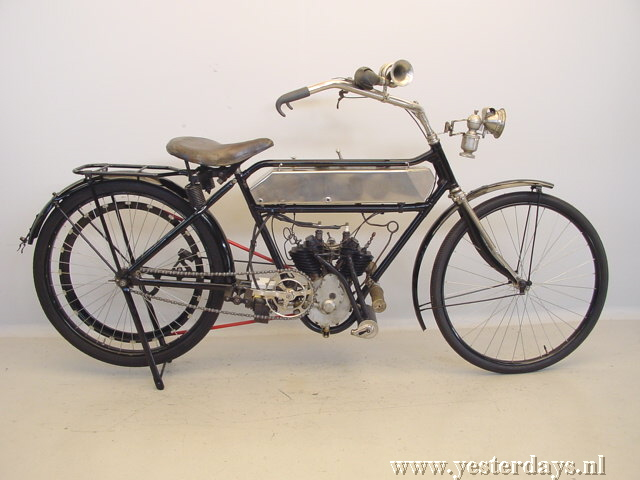
Motosacoche 375 cm3 twin de 1908.
Motosacoche avec ski de (1914-1918).
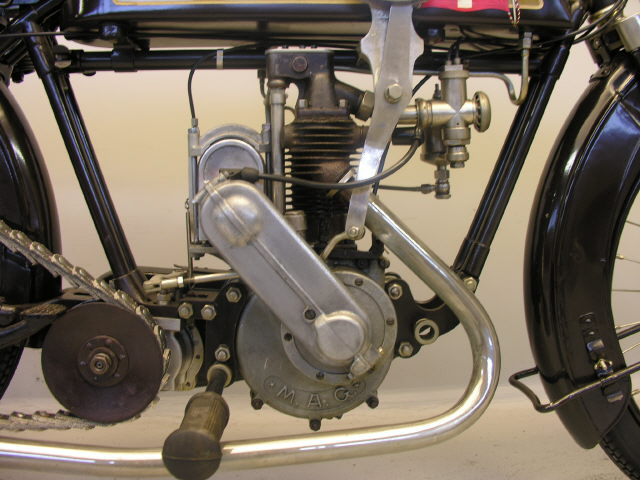
MAG 250 cm3 de 1923.
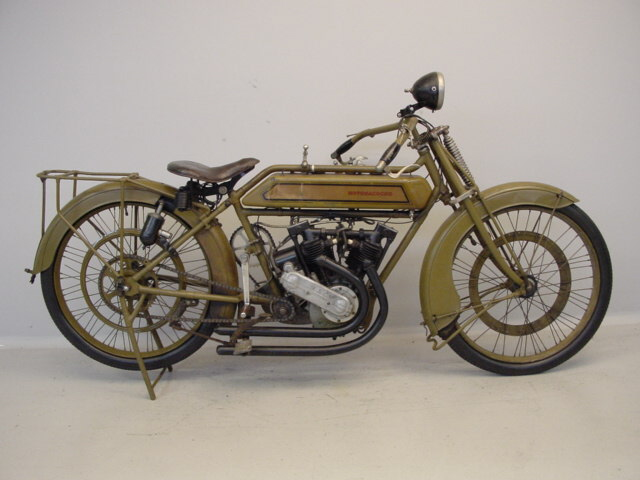
Motosacoche Model 2C10 de 1924 en 500 cm3.
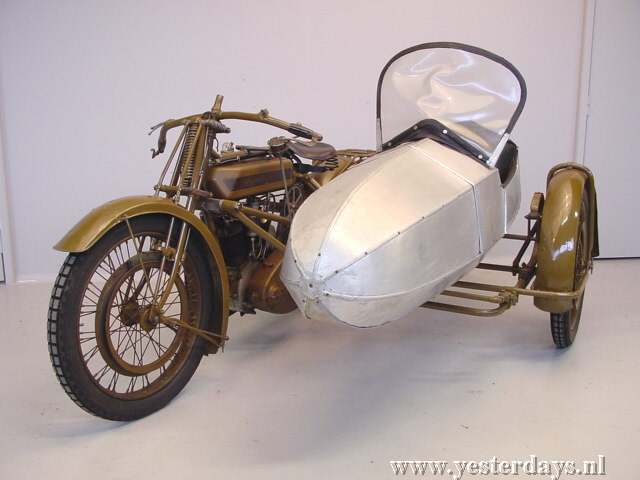
Motosacoche Model 2C12 (600 cm3) Sport-side-car de 1924.
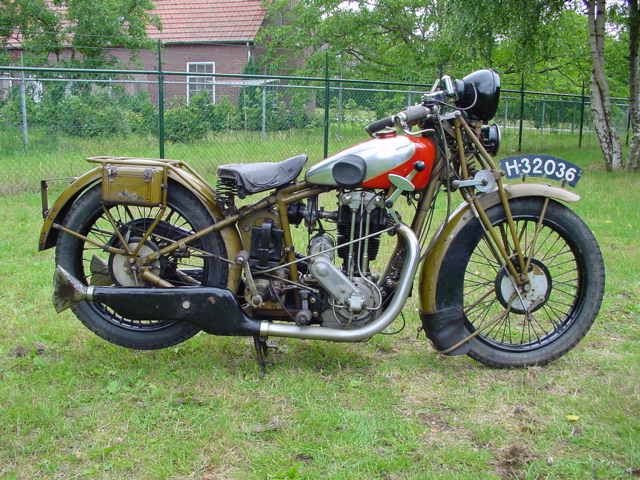
Motosacoche 500 cm3 de 1930.
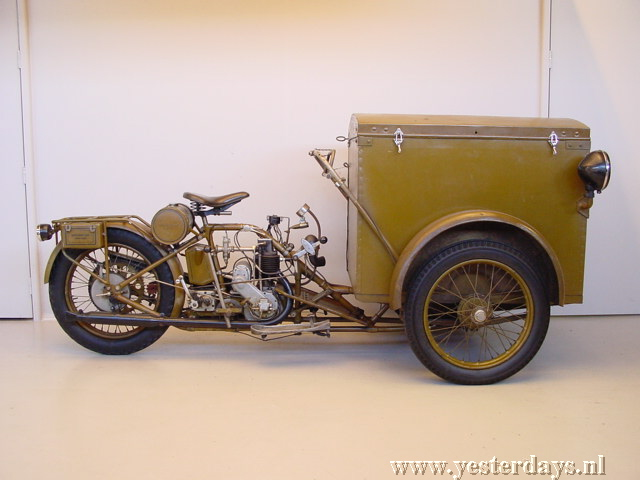
Motosacoche triporteur de 1932.
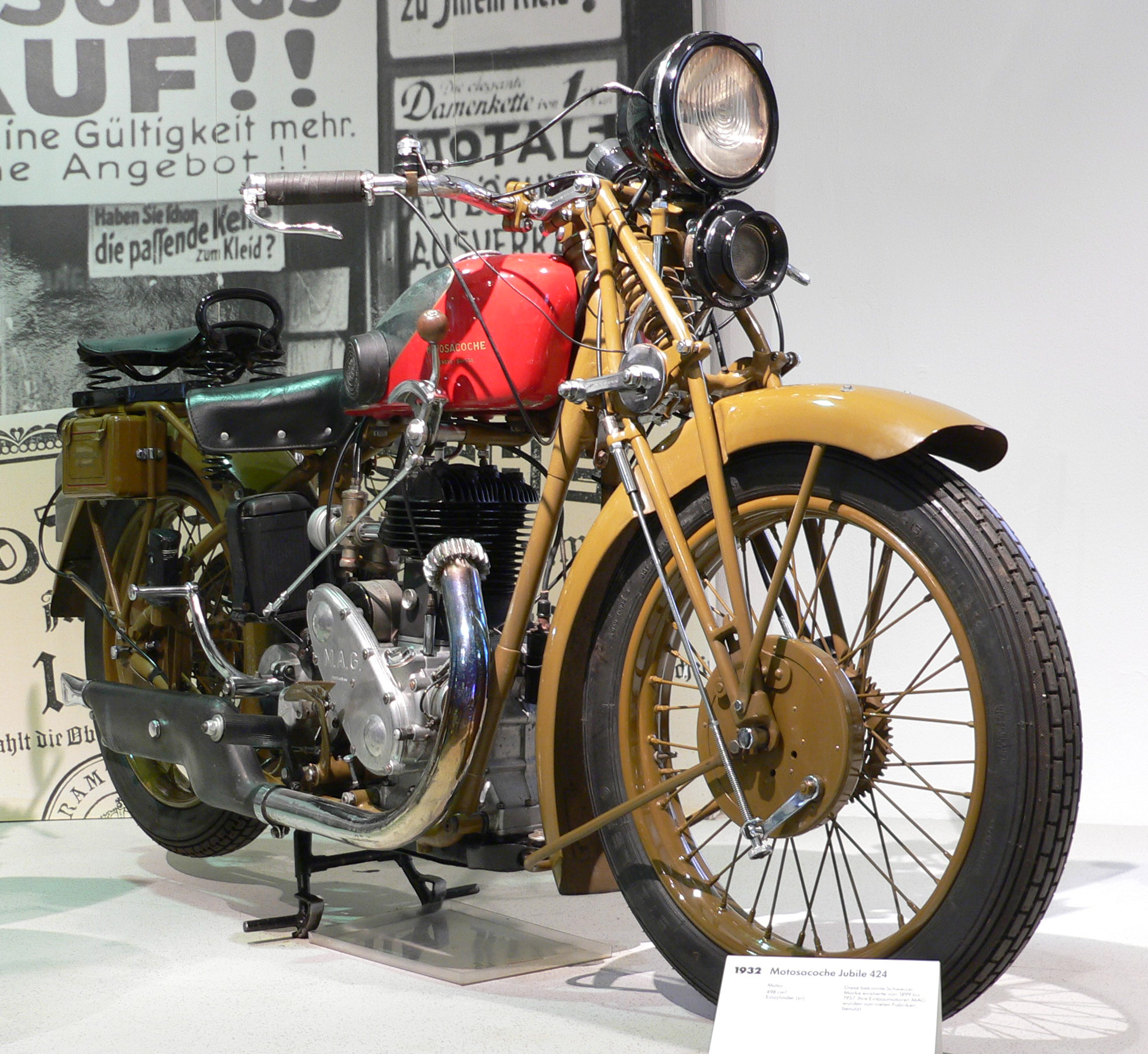
1932 Motosacoche Jubile 424.